# لوي فيتون

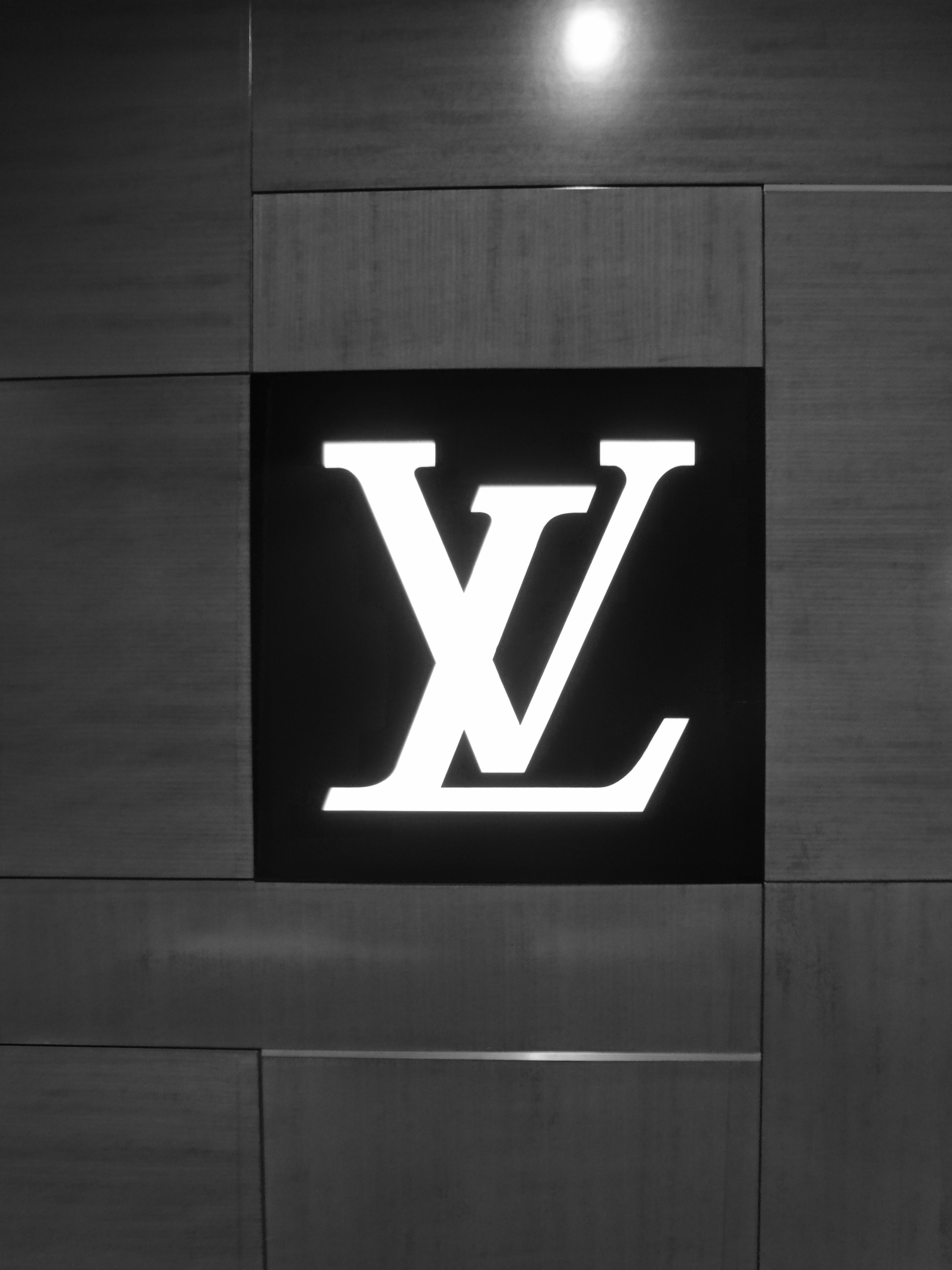
شعار لويس فويتون "LV"

لوي فيتون (بالفرنسية: Louis Vuitton)‏ أو اختصاراً LV, هو فرنسية دار الأزياء والسلع الفاخرة شركة تأسست في عام 1854 من قبل لوي فيتون. يظهر حرف LV للعلامة التجارية على معظم منتجاتها، بدءً من الحقائب الفاخرة والسلع الجلدية إلى الملابس الجاهزة والأحذية والساعات والمجوهرات والإكسسوارات والنظارات الشمسية والكتب. لوي فيتون هي إحدى دور الأزياء العالمية الرائدة في العالم. تبيع منتجاتها من خلال المحلات المستقلة وأقسام الإيجار في المتاجر الكبرى وعبر قسم التجارة الإلكترونية في موقعها على الإنترنت.
لمدة ست سنوات متتالية (2006-2012), تم اختيار لوي فيتون كأفضل علامة تجارية فاخرة في العالم. كان تقييمها لعام 2012 هو 25.9 مليار دولار أمريكي. بلغ تقييم 2013 للعلامة التجارية 28.4 مليار دولار أمريكي بإيرادات قدرها 9.4 مليار دولار أمريكي. تعمل الشركة في 50 دولة مع أكثر من 460 متجراً حول العالم.

## لمحة تاريخية
كان لوي فيتون في منتصف القرن التاسع عشر عبارة عن متجر لبيع حقائب السفر والأمتعة، أما في القرن العشرين بدأت الشركة بالتوسع والنجاح وعلى أثر ذلك دخلت الشركة عالم الأزياء في منتصف العشرين، وأدمجت كتابة الأحرف على المحافظ والحقائب، وهذه كانت خطوة بارزة في تاريخها. ولد لويس فيتون في 4 أغسطس 1821، انتقل إلى باريس عام1835, لكنه ذهب الرحلة سيراً على الأقدام وذلك بسبب إلغائها، وبطريقة عمل بمجموعة من الوظائف لدفع تكاليف الرحلة، وعند وصوله عمل عند صانع حقائب، وعلى أثر سمعته تم اختياره من قبل الإمبراطور نابليون الثالث ليكون الصانع الخاص لدى زوجته، وبعد عمله لدى الطبقة المالكة أصبح يملك خلفية جيدة في إتقان صنع الحقائب، وبعد ذلك بدأ بوضع أسس الشركة. تأسست الشركة (1853) في باريس، أنتج أول مجموعة من الحقائب كانت مسطحة القاع مصنوعة من تريانون وخفيفة الوزن، وبعد أن لاقت النجاح الكبير، بدأ الكثير من صناع الحقائب بتقليد منتجاته. شاركت الشركة بالمعرض الدولي عام1867, وتم تغيير تصاميم القماش من تريانون إلى القماش المخطط بالبيج والبني لحماية المنتجات، وكان هذا عام1876, وكان افتتاح أول متجر عام 1885 في لندن، وبسبب انتشار التقليد لمنتجاته قام بتصنيع حقائب من قماش damier، بعد ذلك توفي 1892 وتولى إبنه الإدارة. (1893-1936) عمل جورج فيتون على توسيع الشركة لتصبح فروعها على مستوى العالم، وقام بعرض منتجاته في معرض شيكاغو العالمي،(1893 -1896) حاز على براءات اختراع في جميع أرجاء العالم. وأصبحت منتجاته تحوي الزهور عوضاً عن كتابة الأحرف على القماش، واستطاع أيضاً الذهاب إلى الولايات المتحدة وبيع المنتجات، في عام 1901 أنتجت الشركة حقيبة steamer bag وهي التي توضع داخل الحقائب. في عام 1914 قام جورج فيتون بافتتاح محل في الشانزليزيه، لبيع مستلزمات السفر وكان أكبر متجر في ذلك الوقت، وأفتتحت متاجر أيضاً في بعض المدن مثل (نيويورك، بومباي، واشنطن، لندن والإسكندرية) وفي عام 1930أصدرت الشركة حقيبة باسم keep all، 1932 صنعت حقيبة لنقل زجاجات الشمبانيا، وتلاها حقيبة باسم speedy، 1936 توفي جورج وتلاه في الإدارة إبنه جاستون. (1936-2000) استخدمت الجلود بشكل كبير ابتداءً من المحافظ إلى الأمتعة الكبيرة, 1959 تم تجديد الاتفاقية, 1966 تم إنتاج حقيبة أسطوانية الشكل لا تزال حتى هذا الوقت, 1977 وصلت عائدات الشركة السنوية 10 ملايين دولار أمريكي بسبب امتلاكها متجرين، بعدها بعام تم افتتاح متاجر في كل من طوكيو وأوساكا، 1983 تم انضمام الشركة إلى كأس العالم وكانت متخصصة بسباق اليخت، وسعت الشركة بعد ذلك إلى افتتاح فرع في تايوان وبعدها في كوريا الجنوبية. في عام 1987 تعاقدت شركة moet et chandon –hennessy مع فيتون, 1988 وصلت زيادة أرباح الشركة 49%، 1989 كانت شركة فيتون تمتلك 130 فرع حول العالم, 1992 تم افتتاح فرع بالصين، 1996 تم إقامة حفل للذكرى المئوية. تم افتتاح أول متجر في إفريقيا في المغرب عام 2000, وبعدها أقيم مزاد مهرجان سينمائي في إيطاليا، لبيع حقيبة ماكياج أنتجها شارون ستون وأعطي ربحها لمؤسسة أبحاث الإيدز. في عام 2001 تم إنتاج حقائب بعضها تحمل شعار الشركة وبعضها الآخر يحمل اسم الحقيبة مثل (speedy-keep all) ولم تكن متوفرة لعامة المجتمع، تم تصميم أول قطعة مجوهرات على يد (جاكوبس) في ذلك العام. تم افتتاح شركة في طوكيو لتصميم زينة أعياد الميلاد لدى النوافذ وذلك في عام 2002، أما عام 2003 فقد تم إنتاج مجموعة من الحقائب والإكسسوارات قماشية احتوت على 33 لون على خلفية بيضاء وأخرى سوداء وفي نفس العام تم افتتاح متاجر في كل من موسكو بروسيا ونيودلهي بالهند. في عام 2004 تم القيام بالحفل 150، وتم فتح متاجر في نيويورك، وأول متجر في شنغهاي، في عام 2005 أعادو افتتاح متجر الشانزليزيه الذي يعتبر أكبر متجر في العالم. شركة لويس فويتون قامت بتسويق المشاهير واستخدمت النماذج الشهيرة والممثلات مثل جنيفر لوبيز، هايدن كريستنسن وآخرها أنجلينا جولي في حملاتها التسويقية. ومن كسر للتقاليد المعتادة المتمثلة في استخدام عارضات الأزياء والمشاهير للإعلان عن منتجاتها، في 2 آب 2007، أعلنت الشركة أن الاتحاد السوفياتي السابق> الزعيم ميخائيل غورباتشوف سوف يظهر في حملة إعلانية مع شتيفي غراف، اندريه اغاسي، وكاترين دونوف. مغني الراب كثيرة، أبرزها كاني ويست وجوسي جي وذكرت الشركة في بعض الأغاني. وفي عام 2008، أصدرت لويس فويتون قماش Damier الجرافيت. قماش ميزات نمط Damier الكلاسيكي ولكن باللونين الأسود والرمادي، نظرة ذكورية ويشعر في المناطق الحضرية. وفي عام 2010، افتتح لويس فويتون ما وصفته بأنه من أفخم متجر في لندن.

## لوي فيتون الآن
لوي فيتون تتصدر أغلى عشر ماركات عالمية فاخرة
في أطار سباق بين أغلى عشر ماركات عالمية أفاد مصدر لـ ميلوارد براون أوبتيمر أن ماركة لويس فيتون ظلت محتفظة بصدارة الترتيب العالمي للعام السابع على التوالي كأغلى علامة تجارية في العالم.لويس فيتون، يرجع تاريخ تأسيسها إلي منتصف القرن التاسع عشر تقريبا، وتشتهر بالصناعات الجلدية الفاخرة، ولا سيما حقائب اليد للسيدات.تمتلك هذه العلامة مجموعة ال في ام اتش مويت هينيسي لوي فيتون الفرنسية الشهيرة وقد ارتفعت قيمة ماركة صانع المنتجات الجلدية الفرنسية 7%، مقارنة بعام 2011 كي تبلغ 25.9 مليار دولار

## الحملات الإعلانية
تقوم شركة لوي فيتون بتنمية مشاهير المتابعين وقد قدمت عارضين وموسيقيين وممثلين مشهورين، مثل جينيفر لوبيز وكيث ريتشاردز ومادونا وشون كونري وماتياس شونارتس وأنجلينا جولي وجيزيل بوندشين وميخائيل غورباتشوف وأوه سي هون وديفيد بوي في حملاتها التسويقية.
تستخدم الشركة عادةً الإعلانات المطبوعة في المجلات واللوحات الإعلانية في المدن العالمية . كانت ملصقات لوي فيتون من Razzia شائعة في الثمانينيات. اعتمدت في السابق على الصحافة المختارة في حملاتها الإعلانية (التي غالباً ما تضمنت نجومًا مرموقين مثل شتيفي غراف وأندريه أغاسي وكاثرين دينوف) التي تم تصويرها بواسطة آني ليبوفيتز. ومع ذلك، قرر أنطوان أرنو, مدير قسم الاتصالات، مؤخرًا الدخول إلى عالم التلفزيون والسينما: الإعلان التجاري (90 ثانية) يستكشف موضوع «أين ستأخذك الحياة؟» ومترجم إلى 13 لغة مختلفة. هذا هو أول إعلان تجاري لشركة فيتون على الإطلاق وقد أخرجه مدير الإعلانات الفرنسي الشهير برونو أفيلان.
في عام 2002, قام دانيال لالوند, الرئيس والمدير التنفيذي لساعات LVMH (لاحقاُ, الرئيس التنفيذي العالمي لعلامتي LVMH, Moët و Dom Pérignon) بتجنيد مشاهير، مثل ماريا شارابوفا، وبراد بيت، وتايجر وودز، وأوما ثورمان، للحملات الإعلانية التي صورها باتريك ديمارشيلير . قيل إن الإعلانات التي تعرض Woods أدت إلى زيادة بنسبة 30٪ في المبيعات، مما أدى إلى تصنيف تاغ هوير كعلامة تجارية للساعات الفاخرة رقم 2 في أمريكا بحلول عام 2005.

## معرض الصور

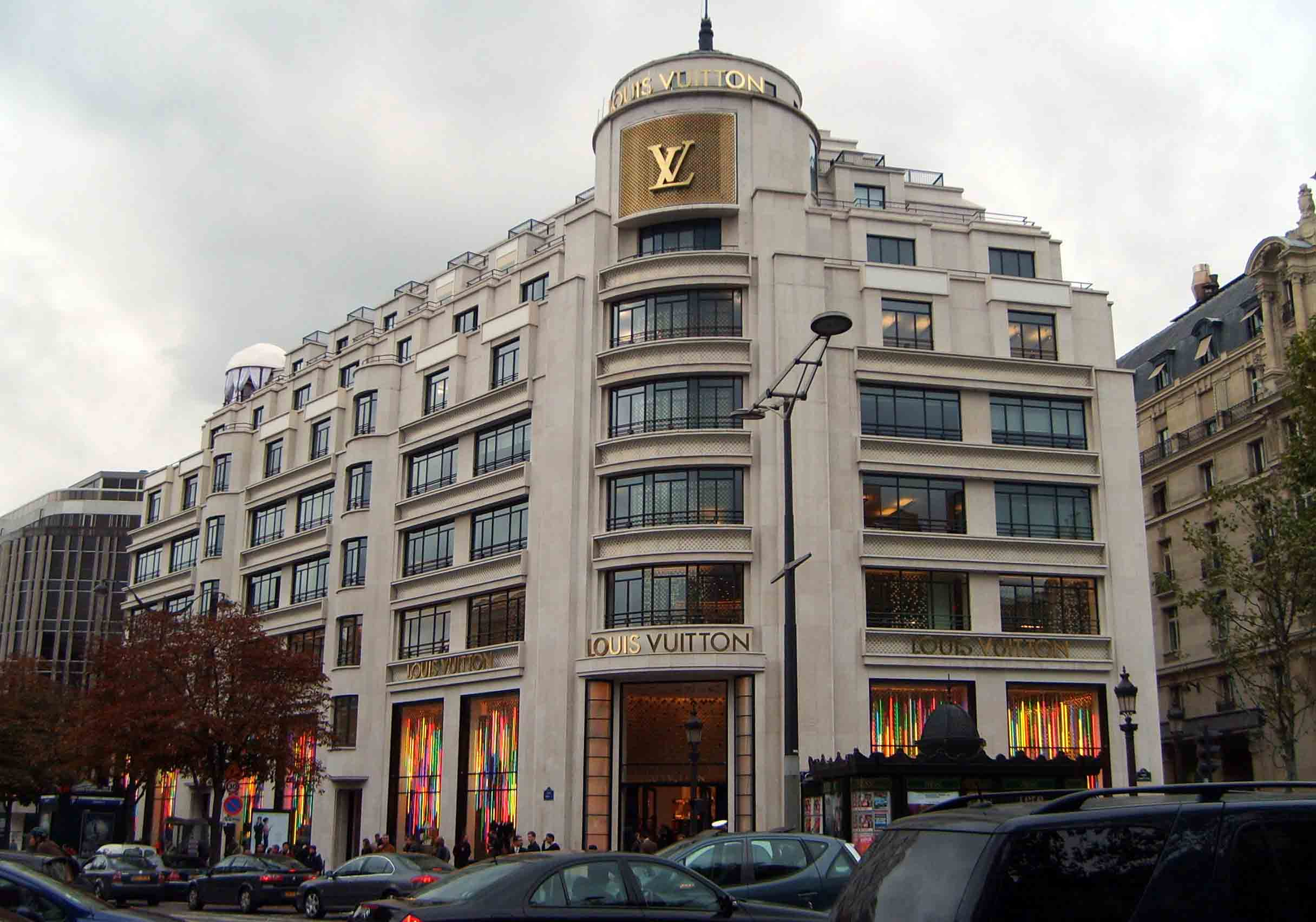
متجر لويس فويتون في في شارع الشانزلزيه الشهير في باريس.
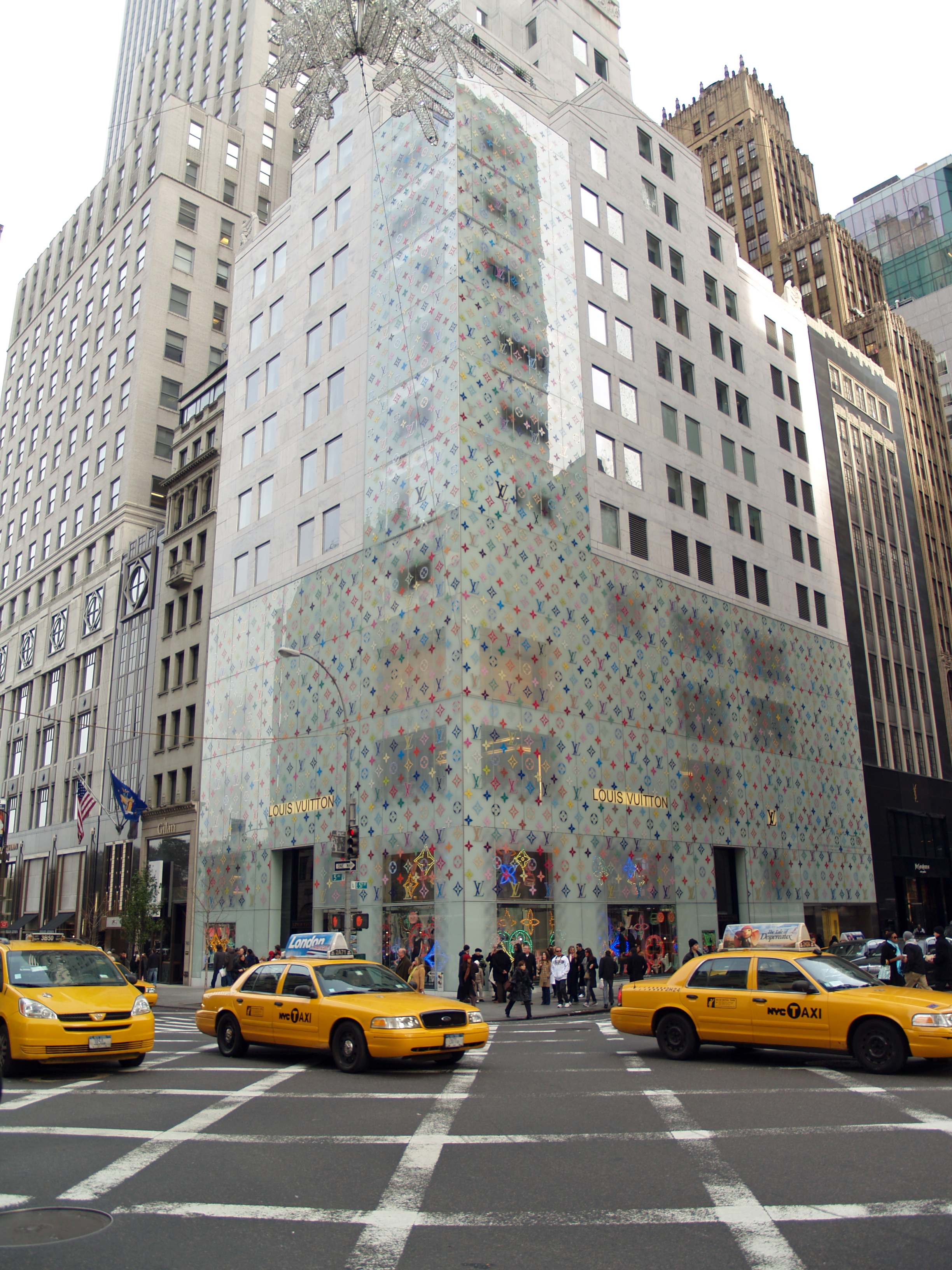
متجر لويس فويتون في مانهاتن.
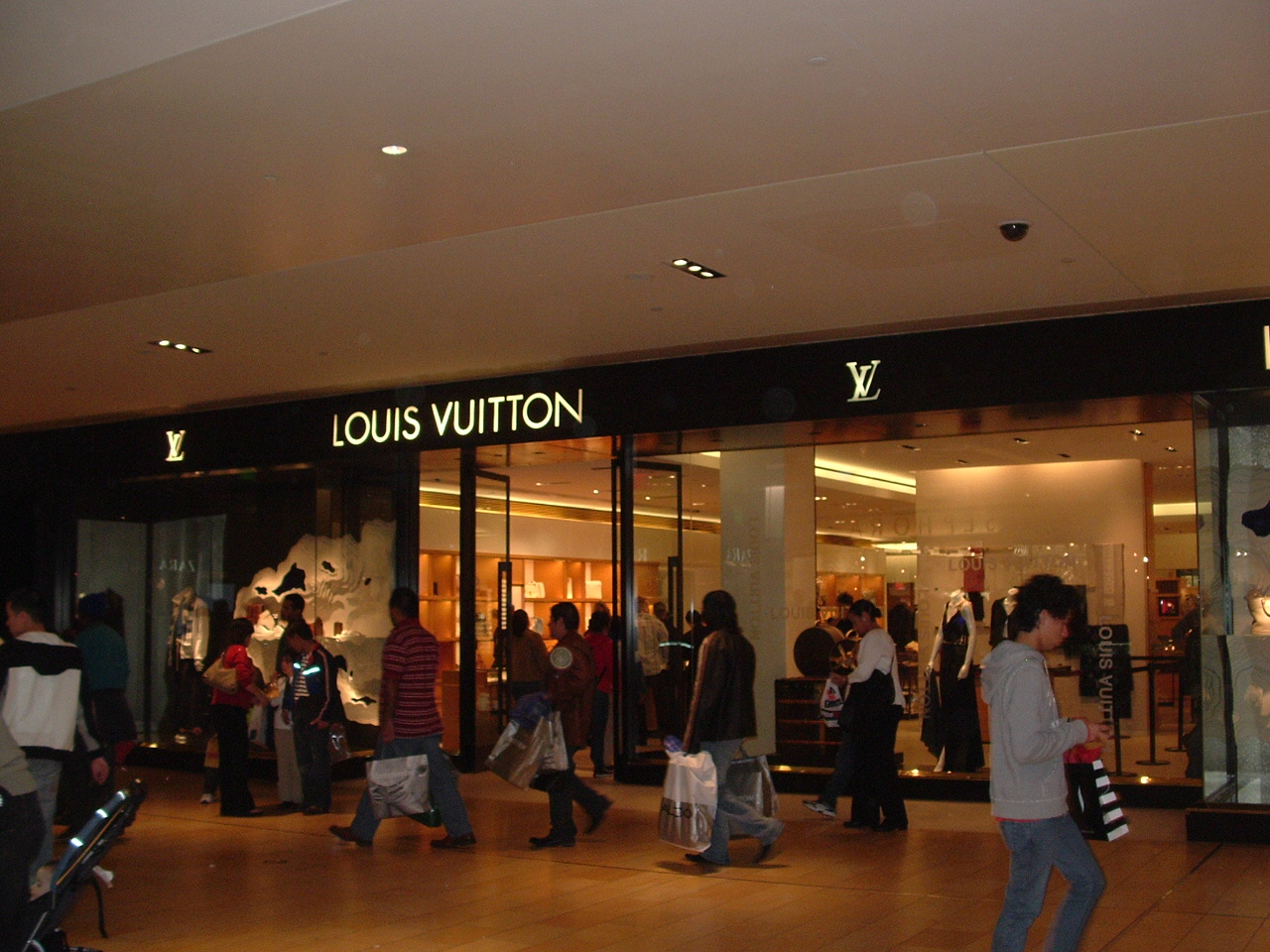
متجر لويس فويتون في هيوستن
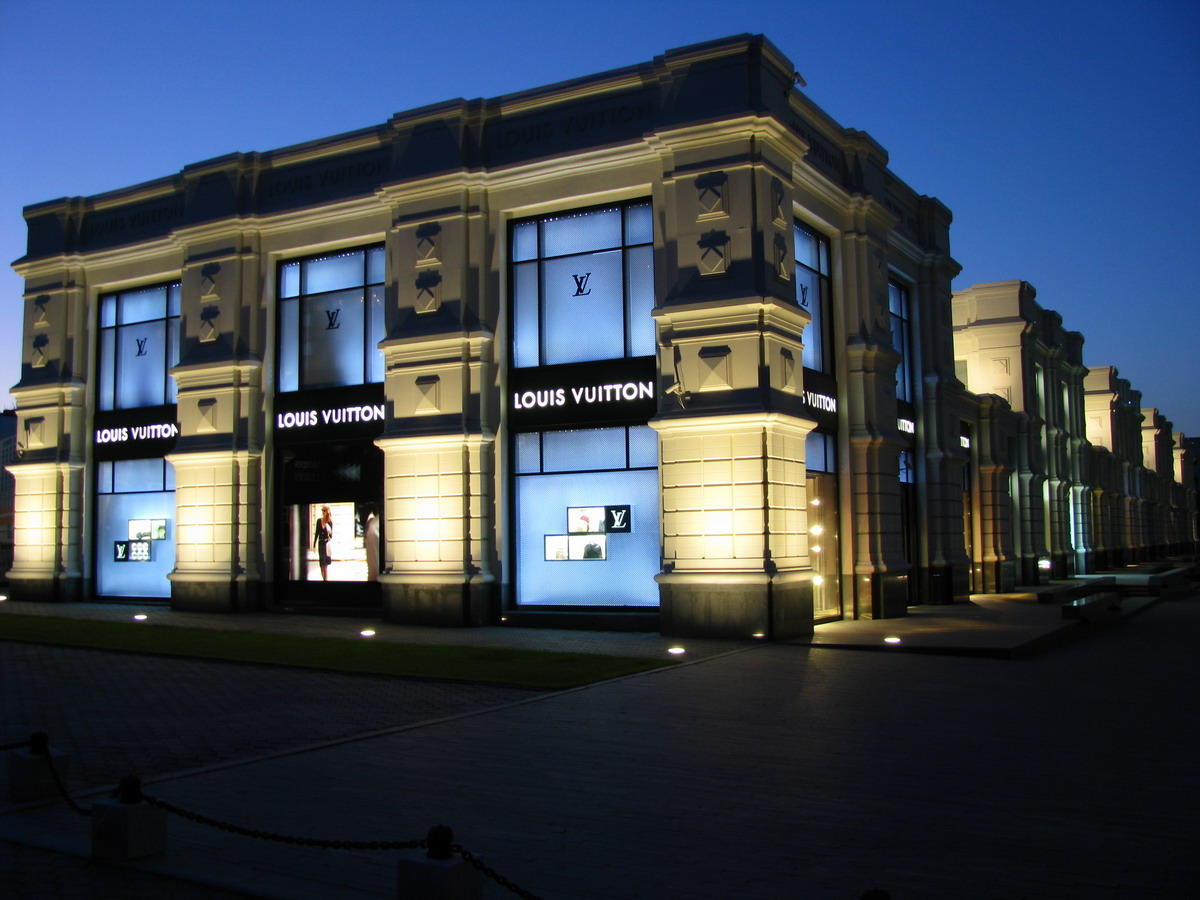
متجر لويس فويتون في ييكاتيرينبرغ (روسيا).

## وصلات خارجية
- الموقع الرسمي
- الموقع الرسمي لكأس لويس فويتون 2007